# Tamiini
Tamiini é uma tribo de roedores pequenos e listrados da família Sciuridae popularmente conhecidos como tâmias (chipmunks em inglês). Esses esquilos são encontrados na América do Norte, com exceção do esquilo-da-sibéria, que é encontrado principalmente na Ásia.

## Taxonomia e sistemática
A tribo possui três gêneros: Tamias, do qual a tâmia-oriental (T. striatus) é o único membro vivo; Eutamias, do qual a tâmia-da-sibéria (E. sibiricus) é o único membro vivo; e Neotamias, que inclui as espécies restantes, a maioria do oeste da América do Norte. Essas classificações foram tratadas como subgêneros devido às semelhanças morfológicas dos esquilos. Como resultado, a maioria das taxonomias do século XX colocou as tâmias em um único gênero. No entanto, estudos de mtDNA mostram que a divergência entre cada um dos três grupos de esquilos é comparável às diferenças genéticas entre Marmota e Spermophilus, portanto, as classificações de três gêneros foram adotadas aqui.

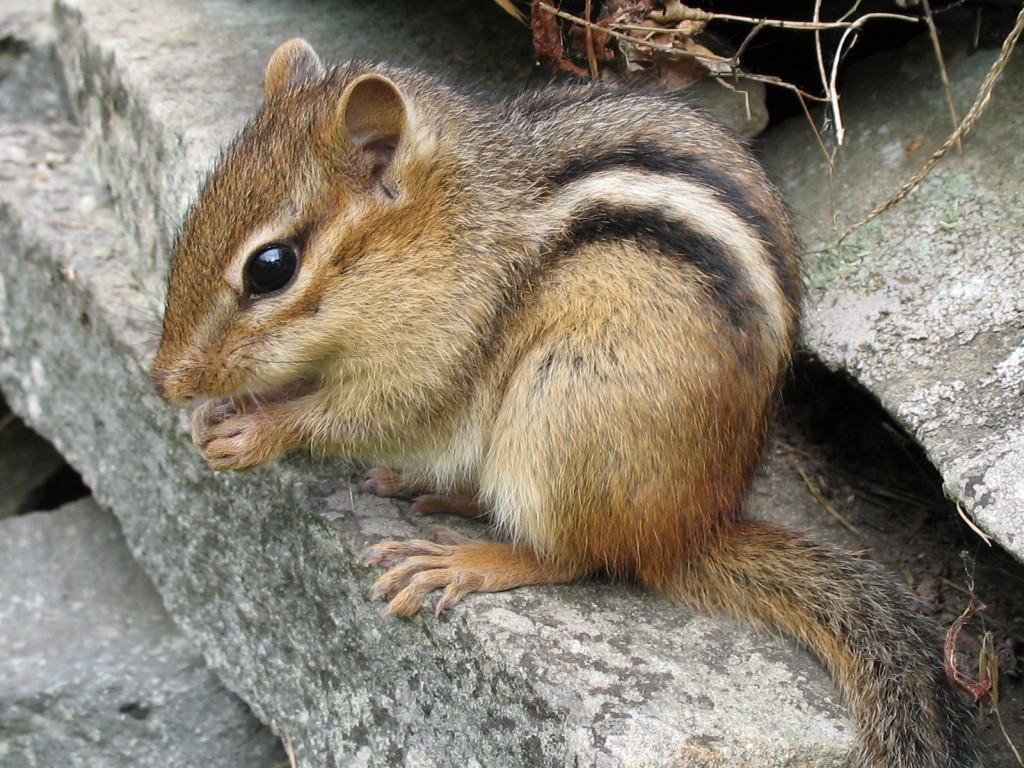
Tamias striatus, tâmia-oriental.
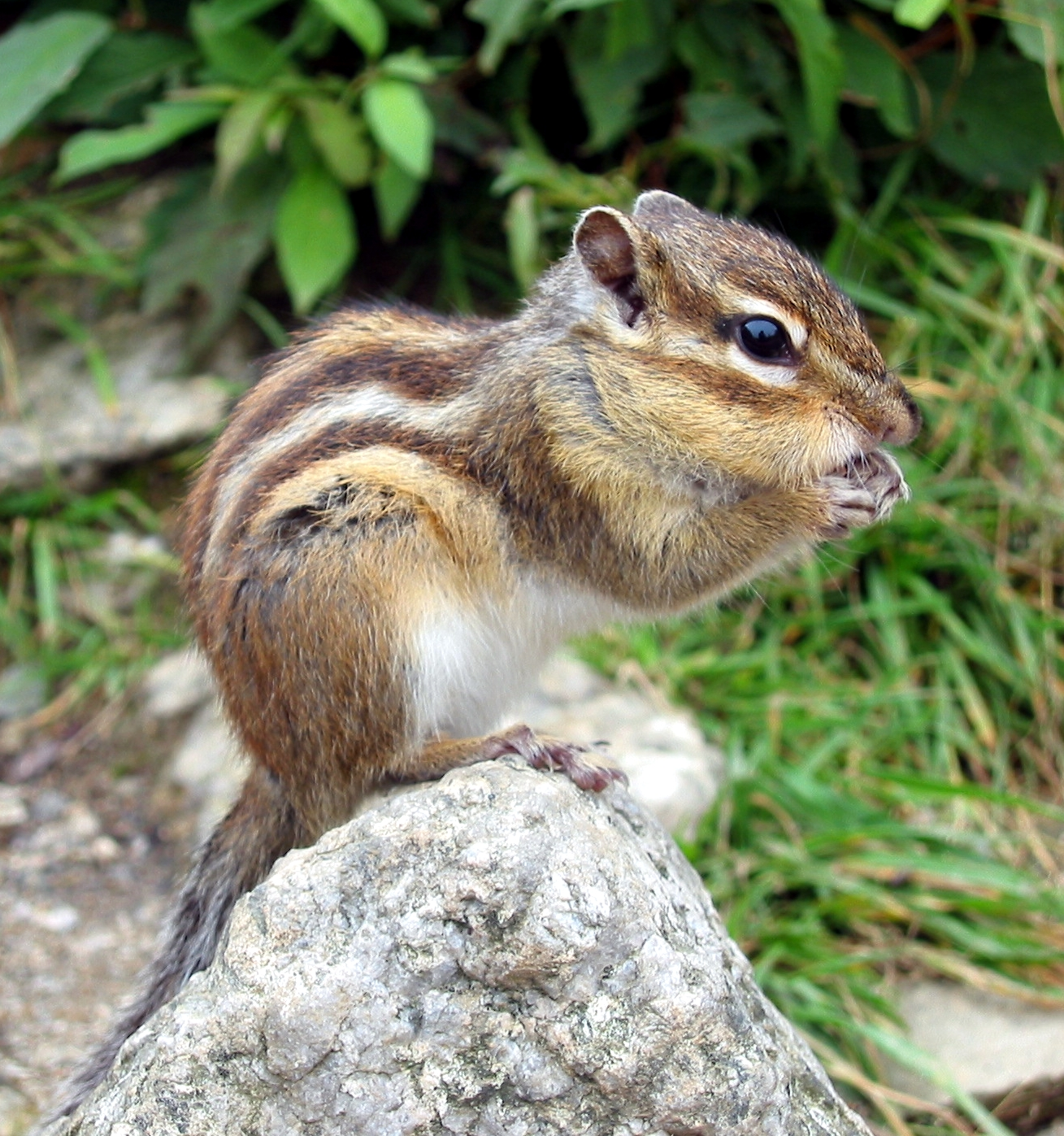
Eutamias sibiricus, tâmia-da-sibéria.
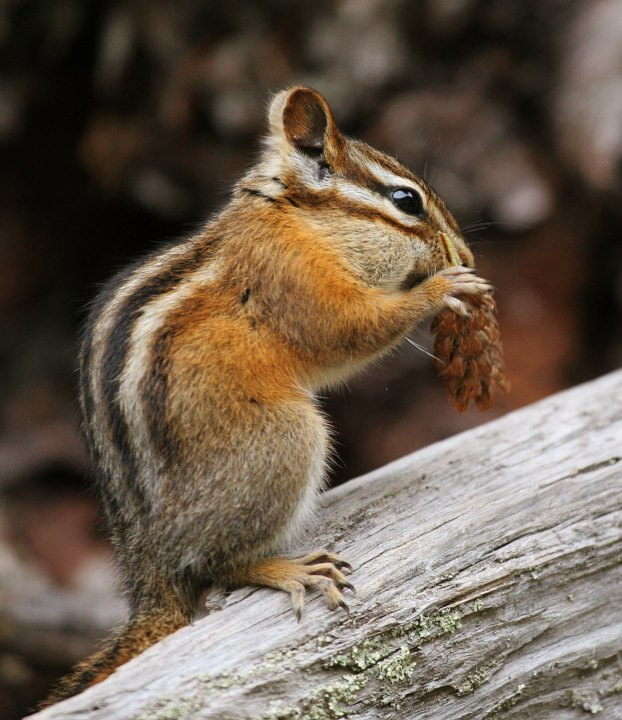
Neotamias minimus, tâmia-pequena.

O nome comum originalmente pode ter sido escrito "chitmunk", da palavra nativa Odawa (Ottawa) jidmoonh, que significa "esquilo vermelho" (cf. Ojíbua ᐊᒋᑕᒨ ajidamoo). A forma mais antiga citada no Oxford English Dictionary é "chipmonk", de 1842. Outras formas antigas incluem "chipmuck" e "chipminck" e, na década de 1830, eles também eram chamados de "chip squirrels", provavelmente em referência ao som que fazem. Em meados do século XIX, John James Audubon e seus filhos incluíram uma litografia do esquilo em seu Viviparous Quadrupeds of North America, chamando-o de "chipping squirrel ou hackee". Os esquilos também foram chamados de "ground squirrels" (embora o nome "ground squirrel" possa se referir a outros esquilos, como os do gênero Spermophilus).

## Dieta

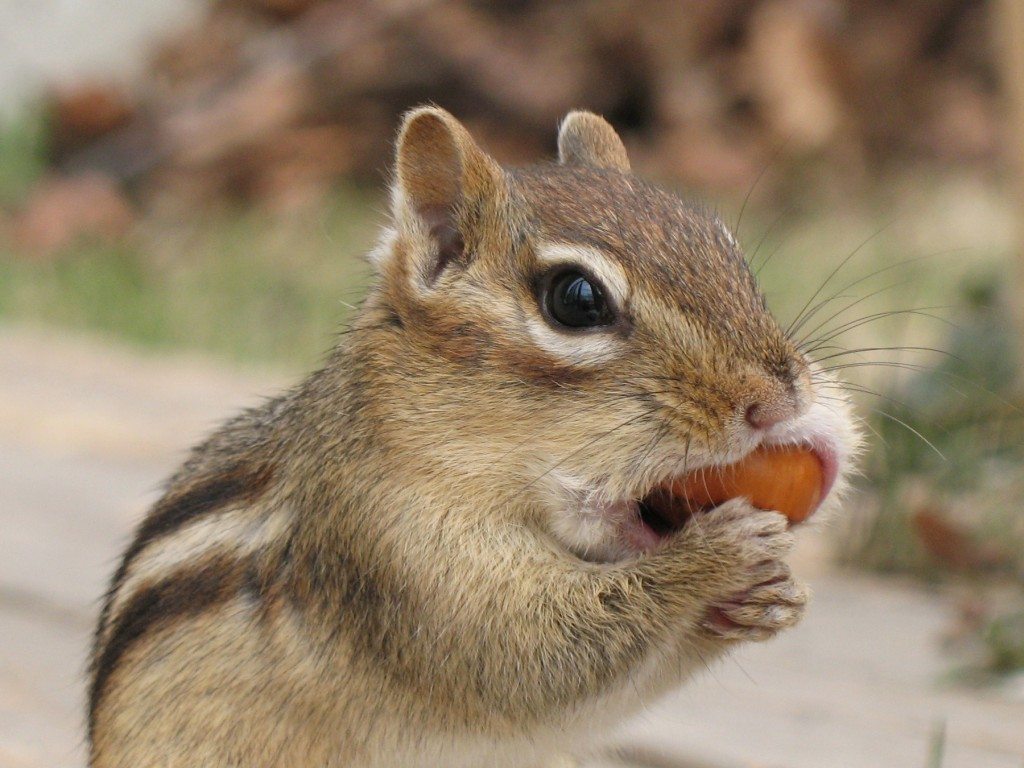
Uma tâmia-oriental colocando comida em sua bolsa de bochecha.

As tâmias têm uma dieta onívora que consiste principalmente de sementes, nozes e outras frutas e brotos. Eles também costumam comer grama, brotos e muitas outras formas de matéria vegetal, bem como fungos, insetos e outros artrópodes, pequenos sapos, minhocas e ovos de aves. Ocasionalmente, também comem filhotes de aves recém-nascidos. Perto dos seres humanos, os esquilos podem comer grãos e vegetais cultivados e outras plantas de fazendas e jardins, por isso, às vezes, são considerados pragas. Os esquilos se alimentam principalmente no chão, mas sobem em árvores para obter nozes, como avelãs e bolotas. No início do outono, muitas espécies de esquilos começam a estocar alimentos não perecíveis para o inverno. Na maioria das vezes, eles armazenam seus alimentos em uma despensa em suas tocas e permanecem em seus ninhos até a primavera, ao contrário de outras espécies que armazenam vários alimentos pequenos. As bolsas nas bochechas permitem que os esquilos carreguem alimentos para suas tocas para armazenamento ou consumo.

## Ecologia e histórico

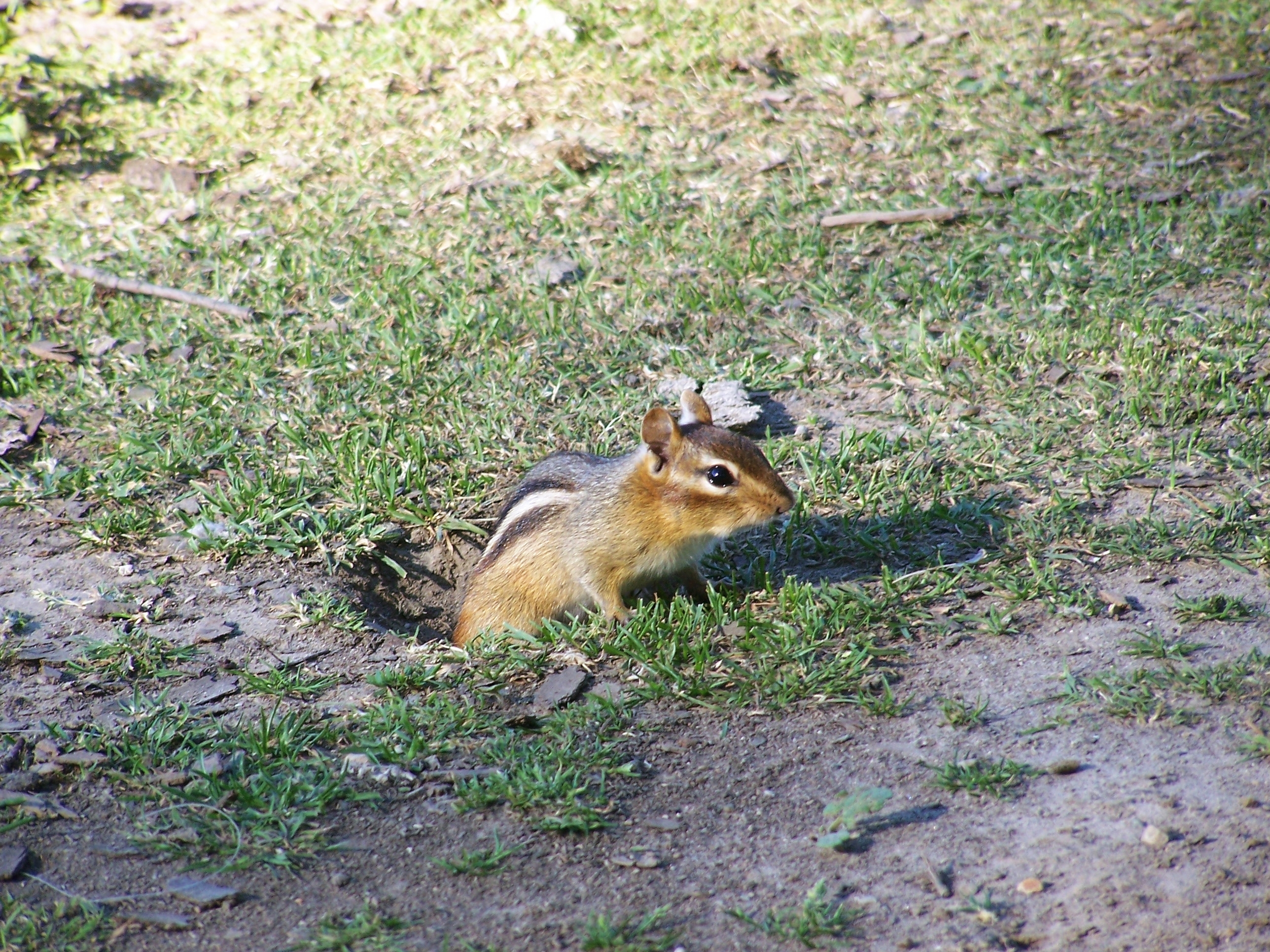
Tâmia-oriental na entrada da sua toca.

As tâmias-orientais, o maior dos Tamiini, acasalam no início da primavera e novamente no início do verão, produzindo ninhadas de quatro ou cinco filhotes duas vezes por ano. As tâmias americanas se reproduzem apenas uma vez por ano. Os filhotes emergem da toca após cerca de seis semanas e saem por conta própria nas duas semanas seguintes.
Esses pequenos mamíferos desempenham várias funções importantes nos ecossistemas florestais. Suas atividades de coleta e acúmulo de sementes de árvores desempenham um papel crucial no estabelecimento das mudas. Eles consomem muitos tipos diferentes de fungos, inclusive aqueles envolvidos em associações micorrízicas simbióticas com árvores, e são um importante vetor para a dispersão de esporos de esporocarpos subterrâneos (trufas) que co-evoluíram com esses e outros mamíferos micófagos e, portanto, perderam a capacidade de dispersar seus esporos pelo ar.
Esses esquilos constroem tocas extensas que podem ter mais de 3,5 m de comprimento com várias entradas bem escondidas. Os dormitórios são mantidos livres de conchas e as fezes são armazenadas em túneis de lixo.
A tâmia-oriental hiberna no inverno, enquanto os esquilos americanos não hibernam, dependendo das reservas em suas tocas.
Desempenham um papel importante como presas de vários mamíferos e aves predadores, mas também são predadores oportunistas, especialmente com relação a ovos e filhotes de aves, como no caso das tâmias-orientais e dos azulinos-da-montanha (Siala currucoides).
Em geral, as tâmias vivem cerca de três anos, embora alguns tenham sido observados vivendo até nove anos em cativeiro.
Esses esquilos são diurnos. Em cativeiro, dizem que eles dormem em média 15 horas por dia. Acredita-se que os mamíferos que podem dormir escondidos, como roedores e morcegos, tendem a dormir mais do que aqueles que precisam ficar em alerta.

## Gêneros
- Tribo Tamiini:[1][29]
  - Gênero Eutamias:
    - Eutamias sibiricus - tâmia-da-sibéria

  - Gênero Tamias:[30]
    - Tamias striatus - tâmia-oriental
    - † Tamias aristus

  - Gênero Neotamias:
    - Neotamias alpinus - tâmia-alpina
    - Neotamias amoenus - tâmia-do-pinheiro-amarelo
    - Neotamias bulleri - tâmia-de-Buller
    - Neotamias canipes - tâmia-de-pé-cinza
    - Neotamias cinereicollis - tâmia-de-coleira-cinza
    - Neotamias dorsalis - tâmia-dos-penhascos
    - Neotamias durangae - tâmia-de-Durango
    - Neotamias merriami - tâmia-de-Merriam
    - Neotamias minimus - tâmia-pequena
    - Neotamias obscurus - tâmia-da-Califórnia
    - Neotamias ochrogenys - tâmia-de-bochechas-amarelas
    - Neotamias palmeri - tâmia-de-Palmer
    - Neotamias panamintinus - tâmia-de-Panamint
    - Neotamias quadrimaculatus - tâmia-orelhuda
    - Neotamias quadrivittatus - tâmia-do-Colorado
    - Neotamias ruficaudus - tâmia-de-cauda-vermelha
    - Neotamias rufus - tâmia-de-Hopi
    - Neotamias senex - tâmia-de-Allen
    - Neotamias siskiyou - tâmia-de-Siskiyou
    - Neotamias sonomae - tâmia-de-Sonoma
    - Neotamias speciosus - tâmia-de-de-Lodgepole
    - Neotamias townsendii - tâmia-de-Townsend
    - Neotamias umbrinus - tâmia-de-Uintah

## Na cultura popular
- Alvin e os Esquilos
- Tico e Teco